# ڔ
Raʿ point souscrit (ڔ) est une lettre additionnelle de l’alphabet arabe utilisée dans l’écriture du kurde sorani et du malayalam mappila écrit avec l’arabi malayalam. Il a aussi été utilisé dans l’écriture du persan.

## Utilisation
Dans l’écriture du malayalam mappila avec l’alphabet arabe, ‹ ڿ › représente une consonne roulée dentale voisée [r̪]. Celle-ci est représentée avec le ra ‹ ര › dans l’écriture malayalam.
En sorani écrit avec l’alphabet arabe, ‹ ڔ › représente une consonne roulée alvéolaire voisée [r]. Elle est plus souvent représentée avec le ra petit v souscrit ‹ ڕ ›.
Dans l’écriture de l'alphabet national tchadien et du Maba, ‹ ڔ › représente une Consonne occlusive rétroflexe voisée [ɖ].
Dans l’écriture du tamoul arwi avec l’alphabet arabe, ‹ ڔ › représente une consonne battue rétroflexe voisée [ɽ] ou une consonne roulée alvéolaire voisée [r]. Celles-ci sont représentées respectivement avec le ra ‹ ர › et le ṟa ‹ ற › dans l’alphasyllabaire tamoul.